# Liste du patrimoine immobilier classé d'Érezée
Cette page regroupe l'ensemble du patrimoine immobilier classé de la commune belge d’Érezée.
| Objet | Année de construction / Architecte | Adresse        | Section communale | Coordonnées                      | Numéro d’inventaire | Illustration                                                  |
| --- | ---------------------------------- | -------------- | ----------------- | -------------------------------- | ------------------- | ------------------------------------------------------------- |
| Chapelle Saint-Remi de Fisenne | 1713                               | rue du château | Fisenne           | 50° 17′ 28″ nord, 5° 31′ 54″ est | 83013-CLT-0001-01   | Chapelle Saint-Remi de Fisenne                                |
| Murs et toitures du corps de logis, le porche d'entrée et la tour d'angle de la cour de ferme du château-ferme de Soy |                                    |                |                   | 50° 17′ 06″ nord, 5° 30′ 37″ est | 83013-CLT-0002-01   | Image manquanteTéléverser                                     |
| Château-ferme de Soy : classement étendu aux parties suivantes : |                                    |                | Soy               | 50° 17′ 05″ nord, 5° 30′ 36″ est | 83013-CLT-0003-01   | Image manquanteTéléverser                                     |
| Murailles et toitures des grande et petite tours et des échauguettes du Château-ferme de Fisenne |                                    | rue du château | Fisenne           | 50° 17′ 25″ nord, 5° 31′ 56″ est | 83013-CLT-0005-01   | Tours et échauguettes du château-ferme de Fisenne             |
| Façades et toitures de l'ensemble des bâtiments du château-ferme de Fisenne, cela inclut le logement du fermier situé dans l'aile sud-est (M) ainsi que les vestiges du parc et les alentours du château (S). Établissement d'une zone de protection (ZP) |                                    | rue du château | Fisenne           | 50° 17′ 25″ nord, 5° 31′ 56″ est | 83013-CLT-0006-01   | Château ferme de Fisenne, vestiges du parc et alentours       |
| Château-ferme de Ny (classé maintenant sur HOTTON/Hotton, Ny) |                                    |                | Ny                | 50° 17′ 03″ nord, 5° 28′ 42″ est | 83013-CLT-0007-01   | Château-ferme de Ny (classé maintenant sur HOTTON/Hotton, Ny) |
| La Houssière, y compris le chemin qui la borde au sud |                                    |                |                   | 50° 16′ 45″ nord, 5° 33′ 34″ est | 83013-CLT-0008-01   | Image manquanteTéléverser                                     |